# Накамура, Юити
Юити Накамура (яп. 中村 悠一 Накамура Ю:ити, род. 20 февраля 1980 года, префектура Кагава) — японский сэйю. Работает в компании Sigma Seven.

## Биография
Актёр дебютировал в 2001 году с ролью в аниме Dennō Bōkenki Webdiver и позднее завоевал множество поклонников среди зрителей обоих полов. Среди важных работ Накамуры можно выделить такие, как Томоя Окадзаки из Clannad, Альто Саотомэ из Macross Frontier и Грей Фуллбастер из Fairy Tail. Озвучив множество популярных аниме, Накамура продемонстрировал способность играть широкий спектр персонажей. Многие его роли — это различные красавчики, с низким сексуальным голосом. Хотя в Uta no Prince-sama его персонаж говорит сопрано.

## Роли

### Аниме
2003
- Crash Gear Nitro — Хьюго
- E'S — Тео

2004
- «Блич» — Тесла; Мурамаса
- «Время битв» — Сёдзи Окита

2006
- Ramen Fighter Miki — Акихико Ота
- «Пираты „Чёрной лагуны“» [ТВ-1] — Мейер, эп. 1-2
- «Пираты „Чёрной лагуны“» [ТВ-2] — Ботровский; Моретти
- «Стеклянный флот» — Лаквильд

2007
- Clannad — Томоя Окадзаки
- Kiss Dum: Engage Planet — Сю Нанао
- Magical Girl Lyrical Nanoha StrikerS — Вайс Грансеник
- Mobile Suit Gundam 00 — Грэхэм Акр
- Nodame Cantabile — Кадзуси Иваи
- Ookiku Furikabutte — Такая Абэ
- Tokyo Marble Chocolate — Ямада
- «Обещание этому синему небу» — Ко Хосино
- «Характеры-хранители» — Икуто Цукиёми

2008
- Blassreiter — Брэдли Гильдфорд
- Clannad 〜AFTER STORY〜 — Томоя Окадзаки
- Kurogane no Linebarrels — Рэйдзи Морицугу
- Mobile Suit Gundam 00 — Мистер Бусидо
- Macross Frontier — Альто Саотомэ
- Neo Angelique Abyss — Джет
- Wagaya no Oinari-sama — Кугэн Тэнко (в образе мужчины)
- Zettai Karen Children — Коити Минамото
- «Характеры-хранители» [ТВ-2] — Икуто Цукиёми

2009
- Basquash! — Айсман Хотти
- Fairy Tail — Грей Фулбастер
- Tokimeki Memorial: Only Love — Тадаси Нанакава
- «Боевые Библиотекари: Книга Банторры» — Волкен
- «Дотянуться до тебя» — Рю Санада
- «Стальной алхимик» — Жадность/Алчность
- «Характеры-хранители» [ТВ-3] — Икуто Цукиёми
- «Шангри-Ла» — Рэтто Имаки

2010
- Arakawa Under the Bridge — Последний Самурай
- Broken Blade — Хозул (Крисна IX)
- Dance in the Vampire Bund — Акира Кобураги Регендорф
- Macross Frontier ~Itsuwari no Utahime~ — Альто Саотомэ
- Monster Princess OVA — Кизайя
- Ookiku Furikabutte [ТВ-2] — Такая Абэ
- Shinryaku! Ika Musume — Горо Арасияма
- Zettai Karen Children OVA — Коити Минамото
- «Дюрарара!!» — Кёхэй Кадота
- «Ну не может моя сестрёнка быть такой милой» — Кёсукэ Косака

2011
- Broken Blade — Хозул (Крисна IX)
- Danbooru Senki — Такуя Удзаки
- Fairy Tail OVA — Грей Фулбастер
- Fate/Prototype — Арчер
- Guilty Crown — Гай Цуцугами
- Itsuka Tenma no Kuro Usagi — Гэкко Курэнай
- Last Exile: Ginyoku no Fam — Соруш
- Macross Frontier ~Sayonara no Tsubasa~ — Альто Саотомэ
- Sekai-ichi Hatsukoi — Ёсиюки Хатори
- Shinryaku?! Ika Musume — Горо Арасияма
- Starry Sky — Кадзуки Сирануи
- Uta no Prince-sama: Maji Love 1000% — Ринго Цукимия
- Working!! [ТВ-2] — Ёхэй Масиба
- Valkyria Chronicles OVA — Курт Ирвинг
- «Дотянуться до тебя» [ТВ-2] — Рю Санада

2012
- Arcana Famiglia — Лука
- Btooom! — Нобутака Ода
- Danboru Senki W — Такуя Удзаки
- Gintama — Кинтоки Саката
- Hyouka — Хотаро Орэки
- Inu x Boku SS — Соси Микэцуками
- K — Рикио Камамото
- Koi to Senkyo to Chocolate — Юки Одзима
- Shirokuma Cafe — Гризли
- «Акварион» [ТВ-2] — Микагэ

2013
- BlazBlue: Alter Memory — Юки Тэруми (Хадзама)
- Death Billiards — мужчина
- Gundam Build Fighters — Рикардо
- Kakumeiki Valvrave — Райдзо Ямада
- Karneval (2013) — Дзики
- Magi: Labyrinth of Magic [ТВ-2] — Коэн Рэн
- Senyuu. — Росс
- The Unlimited: Hyoubu Kyousuke — Коити Минамото
- WataMote — Томоки Куроки
- «Ну не может моя сестрёнка быть такой милой» [ТВ-2] — Кёсукэ Косака

2014
- Gekkan Shoujo Nozaki-kun — Умэтаро Нодзаки
- Haikyu!! — Тэцуро Куроо
- Hamatora — Ратио
- Mahouka Koukou no Rettousei — Тацуя Сиба
- Nobunaga the Fool — Гай Юлий Цезарь
- World Trigger — Юити Дзин
- Z/X: Ignition — Микадо Куросаки

2015
- Osomatsu-san — Карамацу Мацуно
- Owari no Seraph — Гурэн Итиносэ

2016
- «Re:Zero. Жизнь с нуля в альтернативном мире» — Рейнхард ван Астрея
- «Звучи, эуфониум! 2» — Масахиро Хасимото

2017
- «Дракорничная госпожи Кобаяси» — Макото Такия

2018
- Jojo’s Bizarre Adventure: Vento Aureo — Бруно Буччеллати
- «Убийца Гоблинов» — Дворф-шаман
- «Боруто: Новое поколение Наруто» — Кодзи Касин

2019
- Kabukichou Sherlock — Джон Ватсон
- Fruits Basket 1st season — Сигурэ Сома

2020
- Bungo and Alchemist — Осаму Дадзай
- Fruits Basket 2nd season — Сигурэ Сома
- Mahouka Koukou no Rettousei (ТВ-2) — Тацуя Сиба
- «Магическая битва» (ТВ-1) — Сатору Годзё

2021
- Battle Game in 5 Seconds — Син Кумагири
- Fruits Basket Final season — Сигурэ Сома
- Mahouka Koukou no Yuutousei — Тацуя Сиба
- «Двуличный братик Урамити» — Мицуо Кумагаи
- «Дракорничная госпожи Кобаяси» (ТВ-2) — Макото Такия

2022
- Tokyo Mew Mew — Рё Сироганэ
- «Семья шпиона» — Рассвет

2023
- Reborn to Master the Blade: From Hero-King to Extraordinary Squire — Леон Ольфа
- Record of Ragnarok — Будда
- Sousou no Frieren — Зайн
- «Магическая битва» (ТВ-2) — Сатору Годзё
- «Нежить и неудача» — Энди
- «Убийца Гоблинов» (ТВ-2) — Гном-шаман

2024
- Chi.: Chikyu no Undo ni Tsuite — Бадени

### Drama CD
- angelica monologue — Сакутаро Хагивара
- Barajou no Kiss — Каэдэ Хига
- Bokutachi to Chuuzai-san no 700-nichi Sensou — Сайдзо
- Cherry Boy Sakuen — Момидзи Накакита
- Corpse Party: Blood Covered — Кисинума Ёсики
- DeadLock — Юто Леникс
- DeadHeat — Юто Леникс
- DeadShot — Юто Леникс
- Fujoshi Rumi — Сунсукэ Тиба
- Haikyuu!! — Тэцуро Куроо
- Hitomi Wo Sumashite — Хонда Сигэто
- Honto Yajuu — Томохару Уэда
- Kaichou wa Maid-sama — Куросаки
- Karneval — Дзики
- Ketsuekigata Danshi — Хибики Акабанэ
- Kizuna IV — Харада
- Kuranoa — Сё Китадзима
- Kuro Bara Alice — Димитрий Левандовский
- Kyuuso Ha Cheese no Yume Omiru — Оотоми Кёуити
- Love Neco — Ябуки Эидзи
- Love Recipe ~Henna Essence~ — Сэйдзи Игараси
- Migawari Hakushaku no Bouken — Ричард Рэдфорд
- MR.MORNING — Miguel Wiseman
- Ruri no Kaze ni Hana wa Nagareru — Коя
- S.L.H — Stray Love Hearts! — Cain Kumoide
- Seven Days: Monday - Thursday — Тоузди Сэрё
- Soujo no Koi wa Nido Haneru — Оотоми Кёуити
- Starry☆Sky — Кадзуки Сирануи
- Strobe Edge — Рэн Итиносэ
- Taiyou no Ie — Хиро Накамура
- Tindharia no Tane — Физз Валериан
- Voice Calendar Story of 365 days — GIN·RUMMY
- Sekai-Ichi Hatsukoi — Хатори Ёсиюки

### Дублирование фильмов
- «Звёздные войны. Эпизод I: Скрытая угроза» (1999) — Дарт Мол
- «Ночь вампиров» (2001) — Кит
- «Хэнкок» (2008) — Рэй Эмбри
- «Сестра Джеки» (2009) — доктор Купер
- «Последняя песня» (2010) — Уилл
- «Первый мститель» (2011) — Стив Роджерс / Капитан Америка
- «Мушкетёры» (2011) — герцог Бекингем
- «Голодные игры» (2012) — Катон